# 우에노 전쟁
우에노 전쟁(일본어: 上野戦争 우에노센소[*], 게이오 4년 음력 5월 15일(1868년 7월 4일)은 보신 전쟁의 전투 중 하나이다. 에도 우에노(현 도쿄도 다이토구)에서 쇼기대 등 구 막부군과 사쓰마번, 조슈번을 중심으로 한 신정부군 사이에서 일어난 전투이다.

## 배경
1868년 도바 후시미 전투에서 구 막부군이 신정부군에게 패하면서, 도쿠가와 요시노부는 오사카성을 탈출하여 에도의 우에노 간에이 사에서 근신, 신정부군은 동정(東征)군을 에도로 향해 진군시켰다. 에도 성에선 주전(主戦)파인 오구리 다다마사나 에노모토 다케아키등과 복종파가 대립하지만, 1868년 4월 5일 신정부군의 대총독부 참모인 사쓰마번의 사이고 다카모리와 구 막부 육군 총재인 가쓰 가이슈가 회담을 가져, 도쿠가와 요시노부의 미토근신과 5월 3일 에도 성 무혈 개성을 결정, 에도 총공격은 회피되었다.
항전파인 막부 신하나 히토쓰바시가 가신 시부사와 세이이치로, 아마노 하치로등은 창의대(彰義隊)를 결성한다. 쇼기대는 당초 본관을 혼간지에 두었지만, 후에 우에노로 이전하였다. 구 막부의 복종파는 쇼기대를 공인하여 에도 시내의 경호를 명하는 등 회유를 꾀하였지만 도쿠가와 요시노부가 미토를 향하여 시부사와 일당이 부대에서 떨어지자 쇼기대에선 아마노 일당의 강경파가 대두되어, 구 신센구미의 잔당（하라다 사노스케가 참가했다고 전해진다 )등을 더해 도쿠가와가의 위패가 있는 우에노 간에이지（현재의 우에노 공원내 도쿄 국립 박물관）에 집결하여, 린노지노미야 고겐뉴도 친왕을 옹립하였다.

## 경과
신정부군은 조슈번의 오무라 마스지로가 지휘하였다. 오무라는 무력섬멸을 주장, 우에노를 봉쇄하기 위해 각 곳에 병사를 배치, 또한 쇼기대의 퇴각로를 한정짓게 하기 위해 간다 강이나 스미다강, 나카센도나 닛코 가도 등의 교통을 끊어버렸다. 오무라는 세 방향에 병사를 배치하여 네기시 방면에 적의 퇴로를 남기고 적의 도주 예정로로 정하였다.
7월 4일 신정부군 측에서 선전포고가 나와 오전 7시 즈음에 정문의 구로 문 입구（히로코 도로 주변), 소쿠 문의 당고 고개, 뒤쪽의 야나카 문에서 양군이 충돌하였다. 전투는 우천중에 일어나, 북서쪽의 야나카 방면에서는 아이조메 강의 물이 불어났다. 신정부군은 신식 스나이더 엔필드 총의 조작에 곤혹해 하는 등의 서툰 점도 있었지만 가가번 가미야시키（현재 도쿄 대학 구내）에서 시노바즈 연못을 넘어 사가번의 암스트롱 포나 4근반포에 포격을 가했다. 쇼기대는 도쇼궁 근처에 본관을 설치하여, 산노다이（사이고 다카모리의 동상 근처）에서 응사하였다. 사이고가 지휘했던 구로문 입구에서의 공격으로 오후 5시 쇼기대는 거의 전멸하였다.
전투 중에 에도 성 안에 있던 오무라가 시계를 보며 신정부군이 승리한 시기를 예측, 또한 쇼기대 잔당의 패주로도 오무라의 예측대로였다고 한다.

## 영향

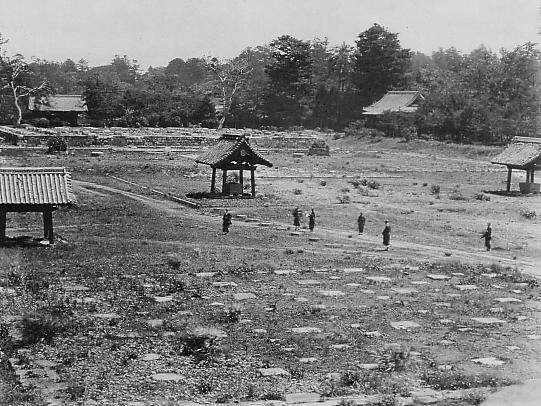
우에노 전투 사적

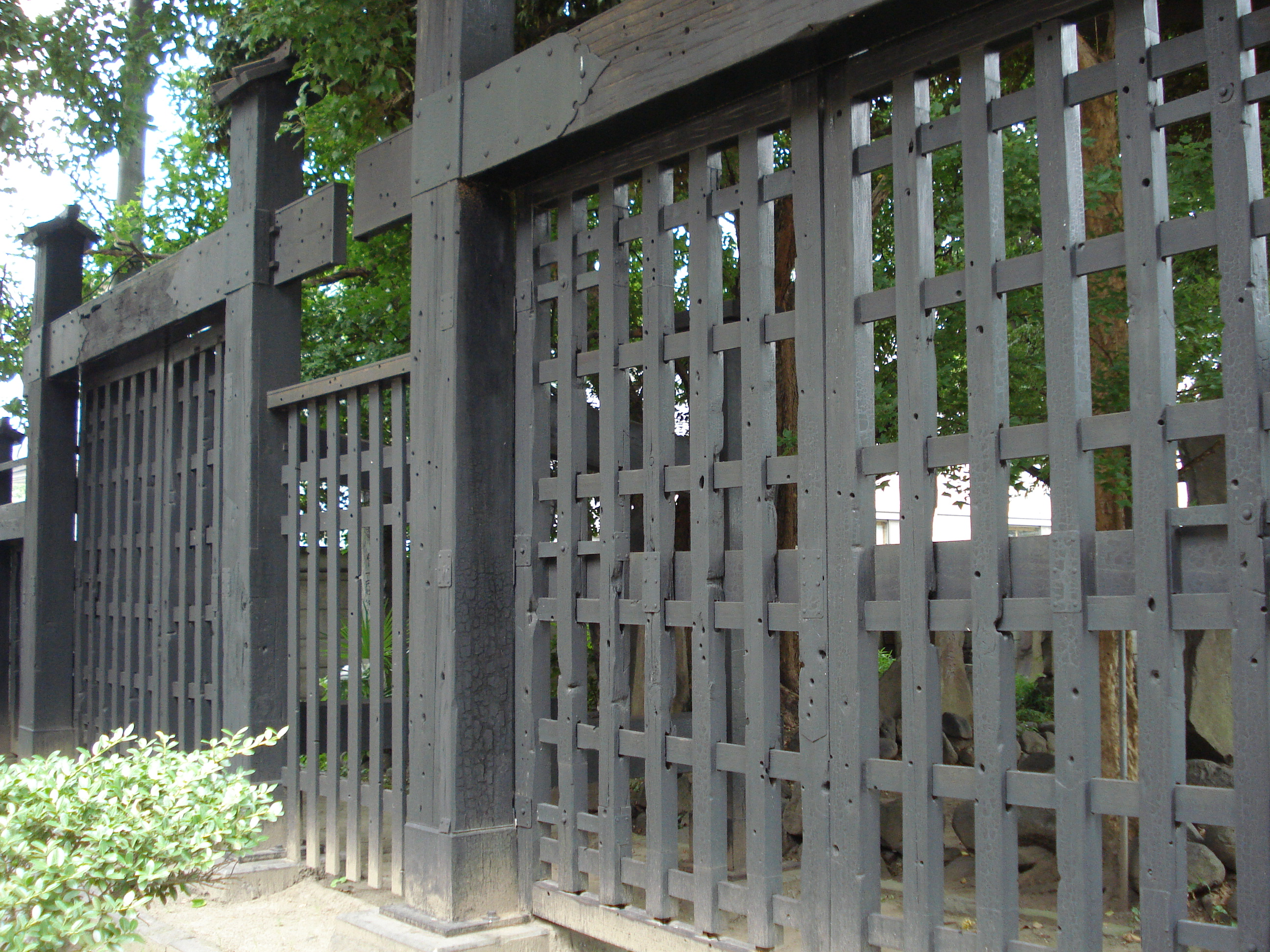
엔쓰 사에 남아있는 구로 문

전투 결과, 신정부군은 에도 서부를 장악하였다. 이 전투에서 패전한 창의대는 유지에 의해 린노지노미야와 같이 은둔생활을 하였으며 에노모토 다케아키의 함대에 승선하여, 히라가타 항 (현재 이바라기 현 기타이바라기 시)에 착선하였다. 가스가 사에몬이 이끄는 육군 부대 등, 일부의 무사들은 이와키 방면으로 남은 무사들은 아이즈로 멀리 달아났다. 보신 전쟁의 전선은 관동의 북쪽 요새였던 우쓰노미야나, 구 막부세력이 온존하였던 호쿠리쿠, 도호쿠로 이동하였다.
전투가 치러진 구로 문은 아라카와구의 엔쓰 사에 옮겨 지어져, 탄흔이 남은 기둥 등이 보존되어 있다.